# Gustav Struve
Pour les articles homonymes, voir Struve.

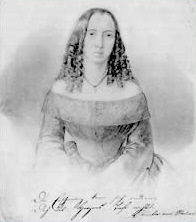
Amalie Struve (1824-1862).

Gustav von Struve (né le 11 octobre 1805 à Munich - mort le 21 août 1870 à Vienne) était un avocat, journaliste et homme politique allemand. Il fut un des meneurs du mouvement radical lors de la Révolution de Mars 1848 et des insurrections républicaines badoises de 1848/49.

## Jeunesse et formation
Fils du diplomate russe Johann Christoph Gustav von Struve (cousin de l'astronome Friedrich Georg Wilhelm von Struve), Gustav étudia le droit à Heidelberg et Göttingen. Un temps fonctionnaire dans le corps diplomatique du Grand-duché d'Oldenbourg (1829-31) puis secrétaire d'ambassade à Francfort (ce qui lui permit d'assister à plusieurs sessions de la Diète de la Confédération germanique), il s'installa en 1836 à Mannheim, où il exerça les métiers d'avocat et de journaliste.
En 1845, il épousa Amalie Siegrist-Düsar (1824-1862). Le couple partageait des idées avancées (Amalie était une féministe) et se convertit au « catholicisme allemand »", une secte schismatique progressiste créée en 1844.
Rédacteur en chef du Mannheimer Journal (1845-46), qui subit la censure du gouvernement badois à plusieurs reprises, puis du Deutscher Zuchauer (1847-48), Struve s'engagea en faveur du mouvement libéral avant de devenir la plume de l'aile gauche « radicale » de ce mouvement. Agitateur radical, Struve défendait un projet démocratique auquel il mêlait une sensibilité socialiste et un culte du Peuple qui l'amena à abandonner sa particule nobiliaire dès 1847.

## Un meneur radical de la Révolution allemande de 1848-1849
À Mannheim, il rencontra l'avocat et député libéral Friedrich Hecker, qu'il rallia à la cause radicale-démocrate dès 1846, quand les deux hommes fondèrent un "Comité pour l'amélioration du sort des classes laborieuses".
Inspirateur du programme d'Offenbourg (12 septembre 1847), il contribua a lancer les mots d'ordre du mouvement révolutionnaire allemand. Les libéraux modérés suivirent les propositions de Struve concernant la réunion d'un Parlement national allemand ou l'abolition de la censure, mais se montrèrent réservés voire réfractaires à d'autres revendications du programme d'Offenbourg, comme la mise en place du suffrage universel ou la "compensation de la disparité entre Capital et Travail".

Sans être un parlementaire, Struve occupa une place importante lors de l'agitation révolutionnaire qui éclata dans le Grand-duché de Bade après l'annonce de la chute de la Monarchie outre-Rhin. Ainsi, dès le 27 février 1848, il organisa une "assemblée populaire" (Volksversammlung) qui réunit près de 3000 personnes à Mannheim. Du 29 février au 2 mars, la seconde chambre du parlement badois se réunit à Carlsruhe dans une ambiance d'agitation révolutionnaire - dont Struve, à la tête de ses clubistes, était un des animateurs les plus populaires - et qui inquiéta le pouvoir en place. Le 1er mars, Struve mena un cortège de pétitionnaires et tenta d'accéder à la tribune de la chambre, avant d'en être empêché par son ami Hecker, qui restait attaché à un certain légalisme. Lors de cette session mouvementée, les revendications nationalistes et libérales du programme d'Offenbourg furent votées et imposées au gouvernement.

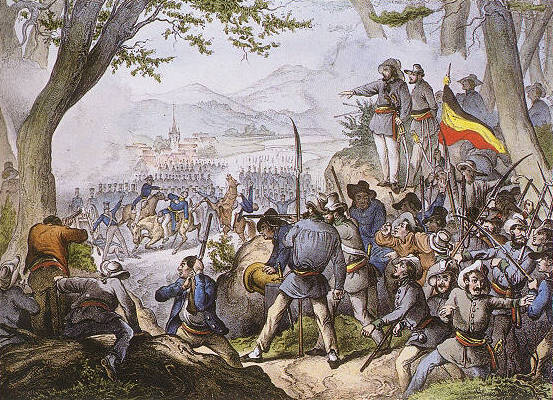
Le 20 avril 1848, l'insurrection républicaine de Struve et Hecker fut vaincue à Kandern.

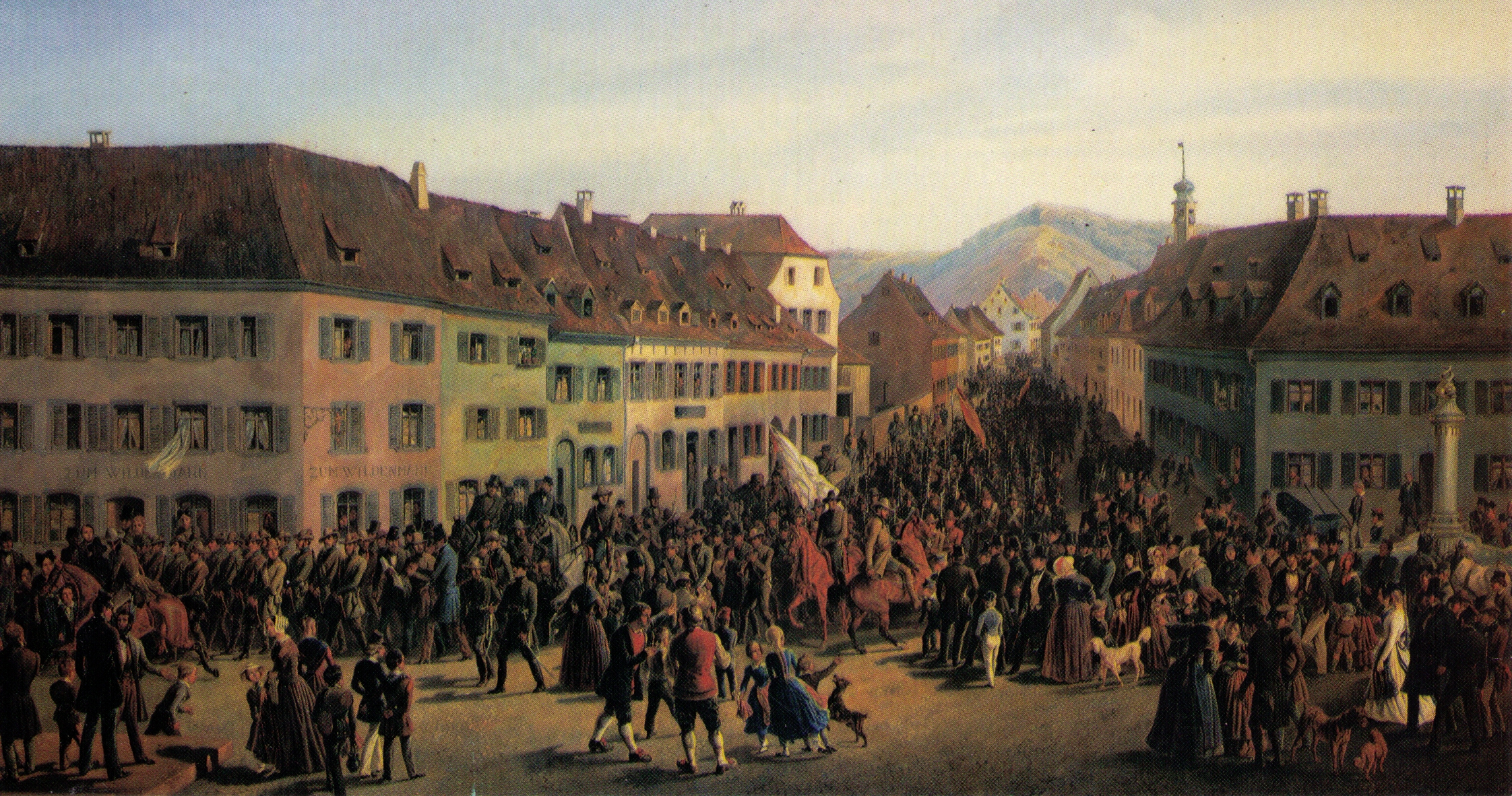
Le 21 septembre 1848, Struve proclama la République à Lörrach et se porta à la tête d'une armée de franc-tireurs (peinture de F. Kaiser).

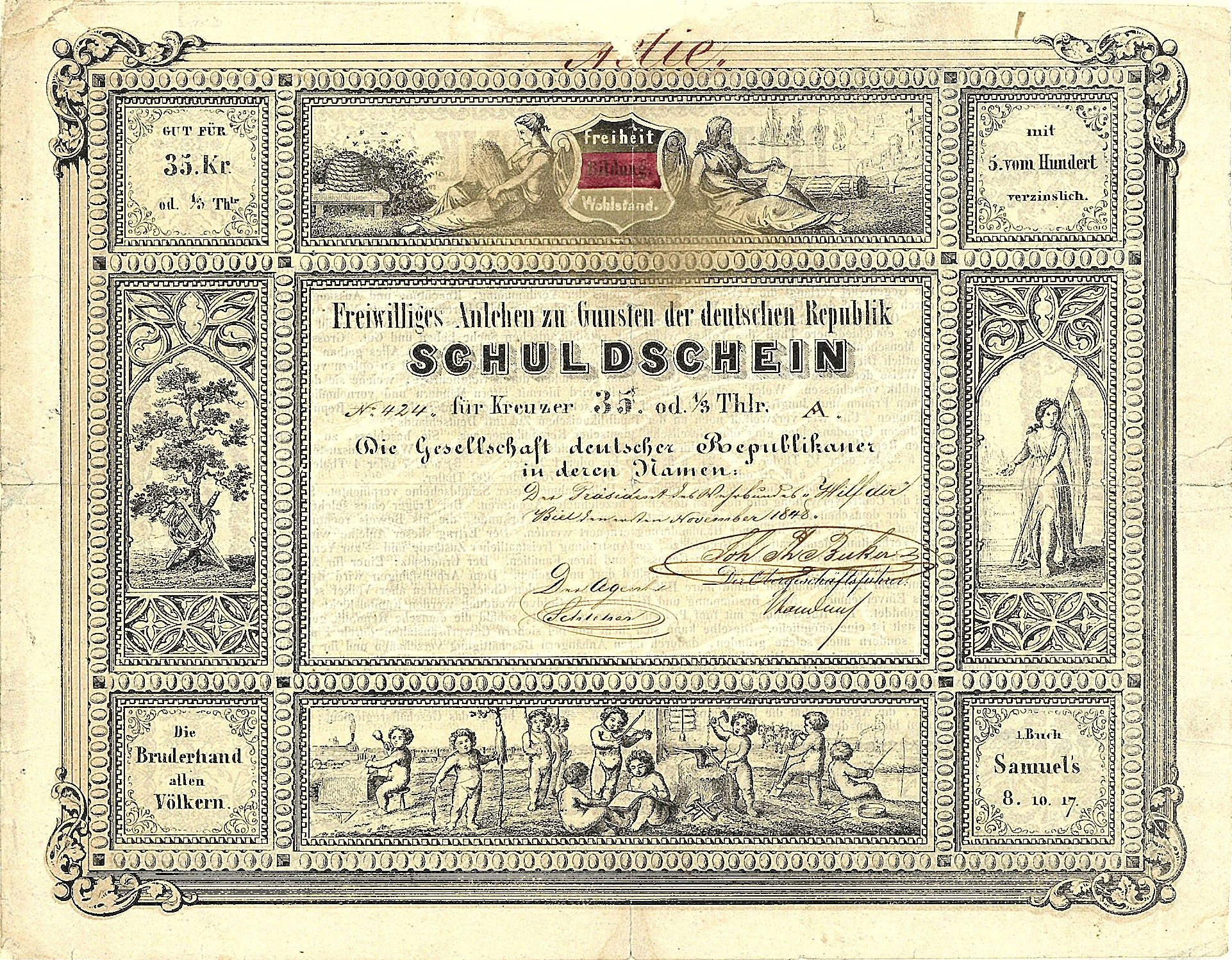
Obligation de la Société des républicains allemands de 35 kreutzers ou 1/3 de thaler, portant intérêt à 5 pour cent, émise le 1er novembre 1848 à Bienne, en Suisse, en faveur de la République allemande, signée en original par le général révolutionnaire Johann Philipp Becker en tant que président de la Wehrbund "Hilf dir". Gustav Struve et Friedrich Hecker comptaient parmi les membres dirigeants de la Société des républicains allemands.

Struve voulait cependant aller plus loin, et rêvait d'une république fédérale allemande. Membres du "Pré-parlement" (Vorparlament) de Francfort (31 mars-3 avril), où ils étaient les chefs de file de l'extrême-gauche, Struve et Hecker se heurtèrent à une majorité modérée et monarchiste et furent écartés de la commission permanente chargée de préparer l'élection du Parlement de Francfort. Marginalisés par la majorité et alertés par l'arrestation, le 8 avril, du journaliste radical Joseph Fickler, les deux hommes décidèrent de franchir le Rubicon.
Ainsi, le 12 avril, Struve et Hecker proclamèrent la République allemande à Constance avant de se lancer dans une expédition qui devait leur permettre de marcher sur Carlsruhe à la tête d'une armée de francs-tireurs. Les révolutionnaires, qui se dirigeaient alors vers les rives du Rhin pour y rejoindre d'autres troupes républicaines menées par Georg Herwegh et Franz Sigel, furent cependant mis en déroute par les troupes de la Confédération germanique après la bataille de Kandern (20 avril). Contraint de fuir en Suisse voisine, Struve y continua à comploter avant de revenir en Allemagne avant la fin de l'été.
Le soulèvement de Francfort (17 septembre) contre l'acceptation de l'armistice de Malmö par la majorité libérale modérée du Parlement lui fournit une occasion. Le 21 septembre, il proclama la République allemande à Lörrach et, épaulé par Karl Blind, il se porta à la tête d'une nouvelle armée de franc-tireurs qui agitait désormais davantage le drapeau rouge que les trois couleurs nationales. Se dirigeant vers Francfort, cette armée fut forcée de rebrousser chemin puis vaincue par l'armée régulière du général Hoffmann à Staufen (au sud de Fribourg-en-Brisgau), le 24 septembre. Struve fut arrêté le lendemain, avant d'avoir pu franchir la frontière suisse.
Incarcéré à la prison de Bruchsal, il en fut libéré lors d'un troisième soulèvement républicain (mai-juillet 1849). Struve, qui menait la milice ouvrière, s'opposa en tant que radical intransigeant au président de cette nouvelle république, le radical modéré Lorenz Brentano. La troisième République badoise fut à son tour écrasée, cette fois-ci par l'armée prussienne du prince Guillaume. Struve et son épouse se réfugièrent à nouveau en Suisse, puis en France et en Angleterre (où Gustav collabora avec Ledru-Rollin, Kossuth et Mazzini au sein d'un comité révolutionnaire européen), avant de s'embarquer pour les États-Unis d'Amérique en 1851.

## Après la Révolution
Installé à New York, Struve ne mit pas fin à son engagement politique : partisan de l'abolition de l'esclavage, il prit parti pour les républicains John Frémont et Abraham Lincoln avant de participer à la guerre de Sécession dans le camp de l'Union. Il rejoignit ainsi, avec le grade de capitaine, le huitième régiment de volontaires new-yorkais dirigé par le colonel Louis Blenker, qui prit part à la première bataille de Bull Run (1861) avant d'être relevé de son commandement en juin 1862. Struve se retira peu de temps après le départ de Blenker (novembre 1862), refusant de servir sous les ordres de l'aristocratique successeur de ce dernier, le prince prussien Félix de Salm-Salm.
Cette même année 1862, la mort en couches d'Amalie et la promulgation d'une loi d'amnistie l'incitèrent à revenir en Allemagne, où il se remaria quelques années plus tard et où il finit sa vie comme écrivain.

## Postérité
Rousseauiste, passionné de phrénologie, précurseur du mouvement végétarien, anticlérical virulent, Struve était une figure originale qui enthousiasmait ou agaçait : le Français Saint-René Taillandier écrivit à son sujet : « M. de Struve [...] cherchant une sorte de système dans le Contrat social, mauvais scribe nourri de Robespierre et de Saint-Just, fanatique au teint hâve, à l'austérité pédantesque, [était] un des moines mendiants de la démagogie. »
("Histoire du Parlement de Francfort", Revue des Deux Mondes, avril-juin 1849).
Alors que son ami Hecker plaçait la démocratie politique au premier plan, Struve était davantage attaché à la démocratie sociale, mais il restait considéré comme trop modéré par les communistes Karl Marx et Friedrich Engels. Lors de sa tentative révolutionnaire de septembre 1848 et lors de sa participation au dernier soulèvement républicain badois, il fut secondé par le jeune Wilhelm Liebknecht, futur cofondateur du Parti social-démocrate d'Allemagne.

« Qu'un homme [Liebknecht] à qui j'ai fait la leçon oralement pendant quinze ans [...] puisse laisser imprimer des articles comme Société et État où « le social » [...] est considéré comme l'élément secondaire et « le politique », comme l'essentiel, serait incompréhensible si Liebknecht n'était pas un Allemand du Sud et s'il ne m'avait pas, à ce qu'il semble, de tout temps confondu avec son vieux chef, le « noble » Gustav Struve. »

(Lettre de Marx à Louis Kugelmann, Londres, 5 décembre 1868).